# Hypnotised (Coldplay)
Hypnotised è un singolo del gruppo musicale britannico Coldplay, pubblicato il 2 marzo 2017 come primo estratto dall'ottavo EP Kaleidoscope EP.

## Video musicale
In concomitanza con il lancio del singolo, il gruppo ha reso disponibile attraverso il proprio canale YouTube un lyric video diretto da Mary Wigmore.

## Tracce
1. Hypnotised – 5:55

## Formazione
Gruppo
- Chris Martin – voce, pianoforte
- Jonny Buckland – chitarra
- Guy Berryman – basso
- Will Champion – batteria

Altri musicisti
- John Metcalfe, Davide Rossi – strumenti ad arco

Produzione
- Rik Simpson, Daniel Green, Bill Rahko – produzione

## Classifiche
| Classifica (2017)  | Posizione massima |
| ------------------ | ----------------- |
| Canada             | 81                |
| Francia            | 21                |
| Italia             | 52                |
| Regno Unito        | 70                |
| Spagna             | 16                |
| Stati Uniti        | 112               |
| Stati Uniti (rock) | 8                 |
| Svizzera           | 45                |